# Raspaculo
Raspaculo (Raspaculo River, Raspaculo Branch) ist ein Fluss im Cayo District von Belize. Er ist ein Zufluss des Macal River.

## Verlauf
Der Fluss entspringt in den Maya Mountains an der Grenze des Distrikt Cayo zum Distrikt Stann Creek District (an der Wasserscheide zum Pull Shoes Branch und Cocoa Branch des Sittee River). Von dort verläuft der Fluss zunächst etwa zwölf Kilometer nach Westen und wendet sich dann über 15 Kilometer nach Südwesten. Dabei nimmt der Fluss von links den Raspaculo South Branch auf, welcher bis dahin 21 km lang ist. Die Quelle des Raspaculo South Branch liegt an der Wasserscheide zum Mare’s Nest Left Hand Branch des Swasey Branch und in der Nähe des Victoria Peak.
Der Raspaculo selbst fließt dann ca. 15 km nach Westen und nimmt von links den Monkey Tail auf, welcher bis dahin 40 km lang ist. Der Raspaculo fließt die letzten zehn Kilometer nach Nordnordwesten und mündet dann in den Macal River. Diese letzten Kilometer sind seit 2005 Teil des Stausees des Chalillo-Staudamms.
Der Fluss verläuft in seinem gesamten Verlauf im Gebiet des Chiquibul-Nationalparks und des Chiquibul Forest Reserve. Es gibt keine Siedlungen entlang des Flusses, das Gebiet ist Regenwald der Maya Mountains.